# Fabjerg Kirke
Fabjerg Kirke er en kirke lidt nord for Kronhede Plantage i Vestjylland, og ca. 6 km sydøst for Lemvig.
Kirken ligger på Fabjergkirkevej ca. 2,5 km syd for landsbyen Fabjerg.
Alteret blev bekostet i 1595 af Peder Skriver. Sognepræst (2014) er Ebbe Sunesen.
Kirkens nye klokke er forsynet med verselinjerne ”Du som har tændt millioner af stjerner” samt matchende nodebånd, der sidder som udsmykning omkring klokkens skulderdel.